# Gudrun Schury
Gudrun Schury (* 1959 in München) ist eine deutsche Autorin, Literaturwissenschaftlerin, Dozentin und Lektorin.

## Leben
Gudrun Schury studierte Neuere deutsche Literaturwissenschaft sowie Kunstgeschichte und arbeitete lange in einem Projekt der Bayerischen Akademie der Wissenschaften zur Edition des Briefwechsels von Friedrich Heinrich Jacobi. Seit 2001 ist sie freiberuflich als Autorin, Literaturwissenschaftlerin, Publizistin, Lektorin und Dozentin tätig. Sie publizierte u. a. in der Süddeutschen Zeitung, der Zeit, der Frankfurter Rundschau und der Wiener Zeitung.
Schurys Schaffen umfasst unterhaltsame Sach- und Kinderbücher, Ausstellungskonzepte sowie Hörbücher (zusammen mit ihrem Mann Rolf-Bernhard Essig). Mit diesem präsentierte sie auch von Herbst 2008 bis Ende 2011 für den WDR die Radiokolumne Migranten des Wortschatzes. Für Radio Bayern 1 schrieb sie 21 Folgen der Kindersendung Betthupferl auf Oberfränkisch unter dem Titel Im Gasthaus Zum Blauen Storch.
Sie lebt mit ihrem Mann in Bamberg.

## Werke (Auswahl)
- Alles über Karl May. Ein Sammelsurium von A bis Z. Aufbau Verlag, Berlin 2007, ISBN 978-3-7466-2313-9 (zuerst erschienen als Karl-May-ABC bei Reclam Leipzig 1999), zusammen mit Rolf-Bernhard Essig.
- Bilderbriefe. Illustrierte Grüße aus drei Jahrhunderten. Knesebeck Verlag, München 2003, ISBN 3-89660-158-X, zusammen mit Rolf-Bernhard Essig.
- Alles über Goethe. Ein Sammelsurium von A bis Z. Aufbau Taschenbuch, Berlin 2005, ISBN 978-3-7466-2182-1.
- Ich wollt, ich wär ein Eskimo. Das Leben des Wilhelm Busch. Biographie. Aufbau Verlag, Berlin 2008, ISBN 978-3-7466-7071-3.
- Happs und weg! Durch Körper, Klo und alle Kanäle. Mit Bildern von Nina Takata. Klett Kinderbuch, Leipzig 2009, ISBN 978-3-941411-14-2.
- Wie der Klatsch zum Kaffee kam. Wundersames aus der Welt der Wörter. Rütten & Loening, Berlin 2011, ISBN 978-3-352-00805-4, zusammen mit Rolf-Bernhard Essig.
- Ich Weltkind. Gabriele Münter. Die Biografie. Aufbau Verlag, Berlin 2012, ISBN 978-3-351-03394-1.
- Schlimme Finger. Eine Kriminalgeschichte der Künste von Villon bis Beltracchi. C. H. Beck, München 2015, ISBN 978-3-406-67372-6, zusammen mit Rolf-Bernhard Essig.
- Lumpi, Lampe, Luftballon. Das Dingebuch für Alltagsforscher. Klett Kinderbuch, Leipzig 2016, ISBN 3-95470-137-5.

## Auszeichnungen
- Sonderpreis der Bayerische Landeszentrale für neue Medien Preis 2004 und Sonderpreis 2006, zusammen mit Rolf-Bernhard Essig
- Berganza-Preis des Kunstvereins Bamberg, 2018, zusammen mit Rolf-Bernhard Essig